# Najwyżsi przywódcy Iranu
Po obaleniu szacha w 1979 roku, głową Islamskiej Republiki Iranu został Najwyższy Przywódca, nazywany też Najwyższym Prawnikiem Muzułmańskim, wybierany dożywotnio przez Zgromadzenie Ekspertów, u boku którego rządzi Prezydent IRI wybierany w wyborach powszechnych.
| L.p. | Zdjęcie | Osoba                                  | Od             | Do             |
| ---- | ------- | -------------------------------------- | -------------- | -------------- |
| 1.   |         | Ruhollah Chomejni (ur. 1902, zm. 1989) | 3 grudnia 1979 | 3 czerwca 1989 |
| 2.   |         | Ali Chamenei (ur. 1939)                | 4 czerwca 1989 | nadal          |